# Olbrzymiokomórkowe zapalenie tętnic
Olbrzymiokomórkowe zapalenie tętnic (syn. choroba Hortona, zapalenie tętnicy skroniowej, łac. arteritis gigantocellularis, arteritis temporalis; ang. giant cell arteritis w skrócie GCA, temporal arteritis) – przewlekłe, pierwotne, układowe, często ziarniniakowe zapalenie naczyń tętniczych dużego i średniego kalibru o nieznanej etiologii. Szczególnie często dotyczy zewnątrzczaszkowych tętnic głowy (przede wszystkim skroniowych), kręgowych, ocznych i rzęskowych tylnych oraz tętnic środkowych siatkówki. Najgroźniejszym powikłaniem jest utrata wzroku.
Olbrzymiokomórkowe zapalenie tętnic często współistnieje z polimialgią reumatyczną. Chorują głównie osoby w starszym wieku, powyżej 50. roku życia; częściej kobiety niż mężczyźni.

## Historia
Pierwszy opis choroby przedstawił Sir Jonathan Hutchinson w 1890, a w 1932 szczegółowo opisał ją Bayard Taylor Horton, stąd ta jednostka chorobowa określana bywa niekiedy nazwą choroba Hortona.
Paulley i Hughes w 1960 jako pierwsi wykazali związki między polimialgią reumatyczną i olbrzymiokomórkowym zapaleniem tętnic.

## Epidemiologia
Jest to najczęstsze pierwotne, układowe zapalenie naczyń. Chorują głównie osoby powyżej 50. rż. Największa zachorowalność dotyczy osób w 7. dekadzie życia. Obserwuje się większą zapadalność u kobiet niż u mężczyzn zwykle ok. 2:1. Poza tym u kobiet obserwuje się bardziej nasilone objawy kliniczne oraz zmiany w wynikach badań laboratoryjnych.
Zapadalność na GCA wykazuje znaczne zróżnicowanie geograficzne. W Europie wynosi około 12/100 tys. osób po 50. rż., przy czym największa jest w Skandynawii (powyżej 20/100 tys.), a najmniejsza w basenie Morza Śródziemnego. Podobna redukcja zapadalności z północy na południe występuje w Stanach Zjednoczonych.
Zachorowania poniżej 50. roku życia spotyka się sporadycznie, a powyżej 50. roku życia zapadalność z wiekiem wzrasta. Choroba ta dotyczy przede wszystkim osób rasy białej, wyjątkowo rzadko występuje u osób ras czarnej i żółtej.
Zachorowalność stale wzrasta od wielu lat. Ponadto obserwuje się okresy zwiększonej liczby nowych zachorowań i tę sezonowość próbuje się tłumaczyć ekspozycją na występujące w pewnych porach roku czynniki zakaźne lub też zmienną ekspozycją na światło słoneczne.
U 50% chorych z olbrzymiokomórkowym zapaleniem tętnic występuje polimialgia reumatyczna, a 15–25% chorych z polimialgią reumatyczną ma GCA. Liczba zachorowań na polimialgię reumatyczną utrzymuje się na stałym poziomie.

## Etiologia i patogeneza

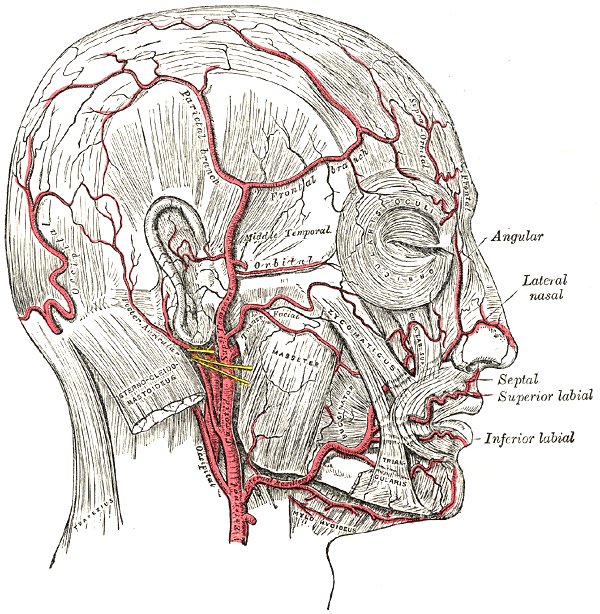
Rycina przedstawiająca układ naczyń tętniczych głowy

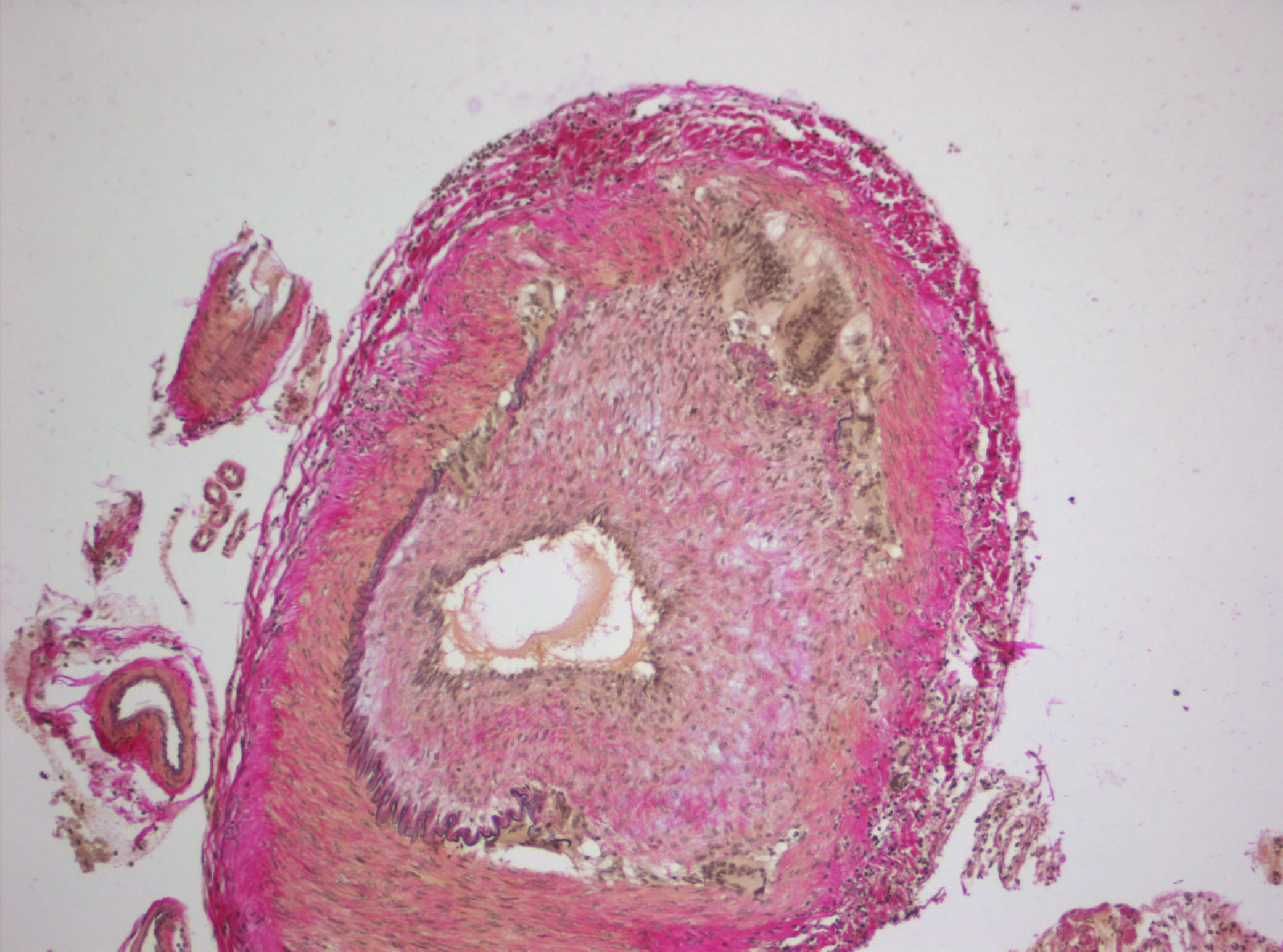
Obraz histologiczny olbrzymiokomórkowego zapalenia tętnicy

Przyczyna choroby pozostaje niejasna, występują natomiast ścisłe kliniczne, epidemiologiczne i terapeutyczne powiązania z polimialgią reumatyczną. Postuluje się współistnienie licznych środowiskowych i genetycznych czynników etiopatogenetycznych.
Potwierdzają to opisane przypadki rodzinnego występowania tego schorzenia. Prawdopodobna jest reakcja immunologiczna na czynniki infekcyjne (wirusowe, bakteryjne) u osób genetycznie predysponowanych. Nie obserwuje się natomiast serologicznych wykładników autoimmunizacji.
Za wpływem czynników genetycznych przemawia fakt częstszego występowania schorzenia u Skandynawów i osób pochodzenia skandynawskiego w innych częściach świata, głównie USA. U chorych częściej występują antygeny zgodności tkankowej HLA-DRB1*04 i HLA-DRB1*01. Ich występowanie koreluje także z cięższym przebiegiem choroby.
Postuluje się związek choroby z zakażeniem następującymi patogenami:
- wirus paragrypy typu 1
- parwowirus B19
- mykoplazma
- chlamydia

### Zajęcie tętnic
Procesem zapalnym może być dotknięta prawie każda tętnica, zwykle tętnice sprężyste (choroba nie dotyczy zatem tętnic śródmózgowych, które mają skąpą blaszkę sprężystą wewnętrzną). Dochodzi do pogrubienia ściany tętnicy i stwierdza się w niej mieszany naciek zapalny. W skład ziarniniakowatego nacieku wchodzą przede wszystkim: histiocyty, wywodzące się z histiocytów wielojądrzaste komórki olbrzymie i limfocyty T. Błona sprężysta zostaje zniszczona, a procesy naprawcze prowadzą do hiperplazji błony wewnętrznej i neoangiogenezy.
Według częstości zajęte są następujące tętnice:
1. skroniowe
2. kręgowe (odcinek zewnątrzczaszkowy)
3. rzęskowe tylne
4. oczne
5. szyjne wewnętrzne
6. szyjne zewnętrzne
7. środkowe siatkówki

Zmiany w łuku aorty (choć dość typowe dla tej jednostki) oraz w gałęziach aorty brzusznej obserwuje się zazwyczaj dopiero w badaniu pośmiertnym. Bardzo rzadko mogą być zajęte również naczynia żylne.

## Objawy
Początek dolegliwości jest zazwyczaj powolny, podstępny, rzadko nagły. Występują zwykle: objawy ogólne, nowo powstały ból głowy, chromanie żuchwy, tętnice dostępne badaniu bolesne, pogrubiałe, zaczerwienione z nieobecnym lub osłabionym tętnem. Alarmującymi są objawy oczne, które mogą zwiastować nagłą utratę wzroku. U ok. 40–50% pacjentów z GCA stwierdza się objawy polimialgii reumatycznej, natomiast cechy obwodowej artropatii i obrzęki kończyn w ok. 40%.

### Objawy ogólne
Objawy ogólnoustrojowe obecne są u ponad 50% pacjentów. Należą do nich:
- stany podgorączkowe (rzadko gorączka około 38 – 39 °C, ewentualnie dreszcze) – objaw dominujący u 15% pacjentów
- osłabienie
- utrata apetytu, spadek masy ciała (w przypadku późnego rozpoznania może mieć miejsce kacheksja podobna do nowotworowej, z zanikiem masy mięśniowej)
- bóle mięśni (związane z polimialgią reumatyczną)

### Objawy zależne od zajętych tętnic

#### Głowa
- najczęściej bo w 75% przypadków olbrzymiokomórkowego zapalenia tętnic zajęta jest tętnica skroniowa
  - ból głowy (de novo), szczególnie w nocy, często pierwszy objaw – zlokalizowany jest zwykle w okolicy skroniowej lub (pod)potylicznej
  - bolesność i tkliwość tętnicy skroniowej i czepca ścięgnistego może skutkować trudnościami w uczesaniu się lub noszeniu nakryć głowy. Nieraz widoczne jest pogrubienie i obrzmienie tętnicy skroniowej; rzadziej skóra na jej przebiegu jest zaczerwieniona a tętno ma obniżoną amplitudę lub jest niewyczuwalne. Podobne zmiany mogą dotyczyć tętnic potylicznych, twarzowych lub usznych tylnych
- w 40% przypadków gałęzie trzewne tętnicy szyjnej zewnętrznej
  - opadanie, chromanie żuchwy – osłabienie mięśni żwaczy oraz bolesność w trakcie żucia, głównie zlokalizowana w okolicy stawu skroniowo-żuchwowego. Rzadko dochodzi do ograniczenia otwierania żuchwy (trismus) – prawdopodobnie taka sytuacja koreluje z cięższym przebiegiem choroby oraz częstszym zajęciem narządu wzroku
  - chromanie języka (drętwienie w trakcie żucia), bolesne owrzodzenia
  - zaburzenia połykania

#### Narząd wzroku
Zaburzenia ze strony narządu wzroku występują u 25% chorych na GCA i należą do najbardziej poważnych objawów tej choroby. Należą do nich:
- zaburzenia ostrości wzroku, podwójne widzenie
- bóle gałki ocznej
- przemijające zaniewidzenie jednooczne (amaurosis fugax) oraz ślepota jednooczna lub obuoczna – występuje u ok. 20% pacjentów i często występuje we wczesnym okresie choroby[14][15]

Objawy oczne wynikają z następujących patologii:
- przednia niedokrwienna neuropatia nerwu wzrokowego (anterior ischemic optic neuropathy, AION) jest skutkiem zapalenia tętnicy rzęskowej tylnej, które prowadzi do okresowego niedokrwienia siatkówki, naczyniówki lub nerwu wzrokowego. Epizody niedokrwienia zwykle objawiają się przemijającym zaniewidzeniem jednoocznym (często bez towarzyszącego bólu, sporadycznie obustronnym), rzadziej podwójnym widzeniem – są to symptomy zapowiadające trwałą utratę wzroku, co oznacza konieczność szybkiej diagnozy i leczenia
- tylna niedokrwienna neuropatia nerwu wzrokowego (posterior ischemic optic neuropathy, PION) – rzadsza przyczyna utraty wzroku
- centralne zamknięcie tętnicy środkowej siatkówki (central retinal artery oclusion, CRAO)
- zapalenie tkanek oczodołu
- ślepota korowa (rzadko)

#### Układ nerwowy
Objawy neurologiczne występują u ok. 30% chorych na GCA. Należą do nich:
- mono- i polineuropatie obwodowe[17]
- przemijający atak niedokrwienny (TIA), udar mózgu
- objawy neuropsychiatryczne (psychotyczne, otępienne)

#### Kończyny górne
Zajęcie tętnic podobojczykowych i pachowych objawia się chromaniem kończyn górnych (ok. 15% pacjentów), szmerami naczyniowymi i brakiem lub osłabieniem tętna. Ta postać choroby dotyka osoby nieco młodsze, u których chromanie kończyn górnych jest częściej niż bóle głowy pierwszym symptomem.

#### Inne
- często proksymalne bóle mięśniowe typu polimialgii reumatycznej
- rzadko objawy choroby niedokrwiennej serca (zajęcie tętnic wieńcowych)
- zmiany dotyczące aorty piersiowej, objawiające się nawet po wielu latach tętniakami, w tym rozwarstwiającymi tętniakami aorty[18]

## Diagnostyka
Kryteria diagnostyczne zostały opracowane przez Amerykańskie Towarzystwo Reumatologiczne (The American College of Rheumatology)
np. porównania 214 przypadków olbrzymiokomórkowego zapalenia tętnic z 539 przypadkami innych zapaleń naczyń.
Jeśli 3 z 5 kryteriów diagnostycznych zostanie spełnionych wówczas rozpoznanie GCA można postawić z czułością 75% i swoistością 92%.

### Badania dodatkowe
Brak jest swoistych dla olbrzymiokomórkowego zapalenia tętnic zmian w badaniach dodatkowych.
Najczęściej dochodzi do wzrostu markerów zapalenia (białka ostrej fazy):
podwyższony jest odczyn Biernackiego (OB 60–100 mm/h), CRP, wzrasta stężenie fibrynogenu.
W surowicy obserwuje się zwiększone stężenie IL-6 korelujące z aktywnością procesu chorobowego.
Zazwyczaj występuje niedokrwistość normocytarna i hipoalbuminemia.

### Biopsja tętnicy
Biopsja tętnicy skroniowej jest złotym standardem i ma decydujące znaczenie dla postawienia rozpoznania. Należy ją wykonać przy każdym podejrzeniu tej choroby. Zajęcie tętnic procesem zapalnym nie jest ciągłe, lecz odcinkowe. Z tego względu biopsja w tętnicy bez wyraźnych oznak klinicznych zapalenia musi być bardziej rozległa, a jeśli jest ujemna, to należy ją przeprowadzić w tętnicy skroniowej po stronie przeciwnej.
Lepiej przeprowadzić biopsję przed rozpoczęciem leczenia glikokortykosterydami, jednak histopatologiczne cechy zapalenia pozostają widoczne nawet po 2 tygodniach leczenia i z tego względu nie należy opóźniać terapii ze względu na wykonanie biopsji. Ujemny wynik biopsji nie wyklucza istnienia choroby.
W klasyczne cechy histopatologiczne widoczne w bioptatach to: zapalenie z ziarniniakowatym naciekiem w skład którego wchodzą wielojądrzaste komórki olbrzymie, limfocyty i makrofagi i które zlokalizowane jest zwykle na granicy między błoną wewnętrzną i środkową tętnicy. Jednak taki obraz stwierdza się zaledwie w ok. 50% biopsji. Często jest to obraz przewlekłej reakcji zapalnej, lecz bez obecności komórek olbrzymich który lokalizuje się w głównie w bezpośredniej bliskości uszkodzonej blaszki sprężystej. Rzadziej zmiany zapalne dotyczą błony zewnętrznej naczynia i vasa vasorum. Różnorodność obrazu histopatologicznego powoduje, że niekiedy postawienie rozpoznania może okazać się trudne.
Do oceny zajęcia zmianami tętnic wykorzystywane są także:
- ultrasonografia dopplerowska – badanie nieinwazyjne, łatwo dostępne o zadowalającej czułości i bardzo dobrej swoistości, jednak wiarygodność badania zależy od kwalifikacji ultrasonografisty
- angiografia TK, MR i PET – nie nadają się do oceny tętnic o średnicy poniżej 4 mm

## Różnicowanie
- miażdżyca
- choroby układowe tkanki łącznej
- choroba Takayasu – dotyczy głównie młodych kobiet
- kiłowe zapalenie aorty
- zatory tętnicze
- napad jaskry
- choroby stawu skroniowo-żuchwowego (częste również u osób starszych), złe dopasowanie protez zębowych.

## Powikłania
- najgroźniejszym powikłaniem (szczególnie duże ryzyko) jest utrata wzroku[20], nierzadko obustronna
- tętniak aorty piersiowej lub brzusznej (niedomykalność zastawki aortalnej lub tętniak bezobjawowy) – u kilkunastu procent pacjentów. Sporadycznie tętniak rozwarstwiający aorty
- zwężenie tętnicy nerkowej[20]
- rzadko – martwica owłosionej skóry głowy, zawały języka

## Leczenie
Podstawą leczenia, podobnie jak polimialgii reumatycznej, są glikokortykosterydy (najczęściej prednizon). Dawka początkowa jest znacznie większa niż w polimialgii reumatycznej i wynosi 60–80 mg na dobę (zwykle podzielona na kilka razy). Stosuje się ją przez ok. 2-4 tygodni do czasu gdy ustąpią objawy chorobowe oraz laboratoryjne wyznaczniki stanu zapalnego. Następnie zmniejsza się dawkę glikokortykosterydów co 1-2 tygodnie o ok. 10%. Większość pacjentów wymaga leczenia przez ok. 1–2 lata. Niekiedy, szczególnie przy występowaniu nawrotów konieczne okazuje się dłuższe, kilkuletnie leczenie.
Przy występowaniu objawów ocznych i zagrożeniu utratą wzroku wskazane jest zastosowanie metyloprednizolonu dożylnie w postaci pulsów przez 3 kolejne dni.